# Согабе Кіятаро
Кіятаро Согабе (яп. 曽我部京太郎; нар. 3 липня 2001, префектура Ехіме) — японський борець греко-римського стилю, бронзовий призер чемпіонату світу серед молоді до 23 років, срібний призер чемпіонату Азії серед дорослих, учасник Олімпійських ігор.

## Життєпис
Закінчив середню школу в префектурі Ехіме. Навчається в Японському університеті спортивної науки.

## Спортивні результати на міжнародних змаганнях

### Виступи на Олімпіадах
| Змагання                    | Збірна | Вагова категорія                 | Місце |
| --------------------------- | ------ | -------------------------------- | ----- |
| Літні Олімпійські ігри 2024 | Японія | греко-римська боротьба, до 67 кг | 14    |

### Виступи на Чемпіонатах світу
| Змагання                        | Збірна | Вагова категорія                 | Місце |
| ------------------------------- | ------ | -------------------------------- | ----- |
| Чемпіонат світу з боротьби 2023 | Японія | греко-римська боротьба, до 67 кг | 13    |

### Виступи на Чемпіонатах Азії
| Змагання                       | Збірна | Вагова категорія                 | Місце  |
| ------------------------------ | ------ | -------------------------------- | ------ |
| Чемпіонат Азії з боротьби 2023 | Японія | греко-римська боротьба, до 67 кг | Срібло |

### Виступи на інших змаганнях
| Змагання                                                     | Збірна | Вагова категорія                 | Місце  |
| ------------------------------------------------------------ | ------ | -------------------------------- | ------ |
| Чемпіонат Японії з боротьби 2018                             | Японія | греко-римська боротьба, до 60 кг | Бронза |
| Чемпіонат Японії з боротьби 2020                             | Японія | греко-римська боротьба, до 67 кг | Бронза |
| Всеяпонський відкритий чемпіонат з боротьби 2021             | Японія | греко-римська боротьба, до 67 кг | Срібло |
| Кубок Владислава Пітласинські 2022                           | Японія | греко-римська боротьба, до 67 кг | Срібло |
| Турнір Дана Колова — Николи Петрова 2023                     | Японія | греко-римська боротьба, до 67 кг | Срібло |
| Гран-прі Німеччини з боротьби 2023                           | Японія | греко-римська боротьба, до 67 кг | Золото |
| Чемпіонат Японії з боротьби 2023                             | Японія | греко-римська боротьба, до 67 кг | Золото |
| Олімпійський кваліфікаційний турнір з боротьби 2024 (Бішкек) | Японія | греко-римська боротьба, до 67 кг | Золото |
| Меморіал Імре Поляка та Яноша Варги 2024                     | Японія | греко-римська боротьба, до 67 кг | 5      |

### Виступи на змаганнях молодших вікових груп
| Змагання                                                 | Збірна | Вагова категорія                 | Місце  |
| -------------------------------------------------------- | ------ | -------------------------------- | ------ |
| Чемпіонат Азії з боротьби серед кадетів 2018             | Японія | греко-римська боротьба, до 65 кг | 7      |
| Чемпіонат світу з боротьби серед кадетів 2018            | Японія | греко-римська боротьба, до 65 кг | 11     |
| Чемпіонат світу з боротьби серед молоді до 23 років 2022 | Японія | греко-римська боротьба, до 67 кг | Бронза |